# 水野忠精
水野 忠精（みずの ただきよ）は、江戸時代後期・末期の大名、老中。遠江浜松藩第2代藩主、出羽山形藩の初代藩主。忠元系水野家第12代。

## 人物
天保の改革を行なった老中・水野忠邦の長男。幼名は金五郎。諱は忠精のほか、忠良、忠経。父・忠邦が天保の改革に失敗して隠居したため、家督を継いだ。弘化2年（1845年）、遠江浜松藩から出羽山形藩に移封されるが、これは父の失脚に伴う左遷である。
その後、寺社奉行、若年寄などを歴任し、1862年（文久2年）には老中となった。老中在任中は横須賀造船所の建設を推進したともされる。1866年（慶応2年）に長男の忠弘に家督を譲っている。
1868年（慶応4年）閏4月12日、忠弘とともに上洛する。藩主及び前藩主不在の中、国元は奥羽越列藩同盟に加わる。新政府に対し、忠精を山形に戻し新政府に味方するように説得させることを願うものの、許可されなかった。同年9月、山形藩は明治新政府軍に降伏した。同年12月7日、明治政府から忠弘とともに謹慎を命じられる。翌年これを解かれる。
1884年（明治17年）5月8日、コレラのため52歳で死去した。

## 年譜
※日付＝旧暦
- 1845年（弘化2年）9月2日、家督相続、遠江浜松藩主となる。
  - 11月晦日、出羽国山形に移封。
- 1846年（弘化3年）12月16日、従五位下・大監物に叙任。
- 1853年（嘉永6年）3月晦日、奏者番に補任。
- 1855年（安政2年）、忠精に諱を改める。（以前は忠経）
  - 11月18日、和泉守
- 1858年（安政5年）6月24日、左近衛将監に遷任。
  - 11月26日、寺社奉行を兼帯
- 1860年（万延元年）12月15日、若年寄に異動。和泉守に遷任。
- 1862年（文久2年）3月15日、老中に異動。
  - 3月26日、従四位下に昇叙。和泉守如元。
  - 4月11日、外国御用取扱を兼帯。
  - 5月14日、外国御用取扱の兼帯を止め、勝手掛を兼帯。
  - 6月1日、侍従を兼任。
  - 閏8月22日、将軍徳川家茂上洛に伴い、御供。
- 1864年（元治元年）6月18日、老中首座となる。
  - 10月13日、老中次座に異動（本多忠民の老中首座になるに伴う）
- 1865年（慶応元年）12月15日、再度、老中首座となる。（本多忠民の老中辞職に伴う）
- 1866年（慶応2年）6月19日、老中御役御免。
  - 9月29日、隠居
- 1868年（慶応4年）5月24日、和泉守より越前守に兼任替え。

参考：「柳営補任」、「内閣文庫蔵諸侯年表」東京堂出版、「増補幕末明治重職補任・附諸藩一覧」東京大学出版会、美和信夫「江戸幕府老中首座就任者に関する考察」麗澤大学紀要第30巻（1980年12月）

## 系譜
父母
- 水野忠邦（父）
- 篠塚氏 - 側室（母）

正室
- 愛 - 井上正春の娘

側室
- 中川氏
- 芳賀氏

子女
- 水野忠弘（長男）生母は中川氏（側室）
- 水野忠美（六男）
- 静子 - 奥平昌邁正室後に日下義雄室
- 清子 - 井上正英室後に辰馬半右衛門室

養女
- 釭 - 水野忠幹継室、戸田忠温の娘

## 文献
- 『水野忠精幕末老中日記 全9巻』ゆまに書房、1999年。

公用日記を影印複製したもの。内容は、自ら関係した申渡・触、城内諸行事、人事、登城前対客人数などが記され、当時の幕閣の動向を知るためには不可欠なものとなっている。特筆すべきことは、開港後の外交折衝や幕末政治状況に関する記述が極めて詳細かつ豊富なことで、幕末政治に関する第一級史料である。

## 登場作品
テレビドラマ
- 「勝海舟」（1974年、NHK大河ドラマ、演:飯沼慧）
- 「翔ぶが如く」（1990年、NHK大河ドラマ、演:大林丈史）